# Dieter Scherbarth
Dieter „Schere“ Scherbarth (* 9. November 1939 in Bad Polzin; † 9. Oktober 2022 in Leipzig) war ein deutscher Fußballspieler und -trainer. In der höchsten Spielklasse des DDR-Fußballs, der Oberliga, spielte er für den SC Lokomotive Leipzig und die BSG Chemie Leipzig.

## Karriere

### Gemeinschafts- und Klubstationen
1951 spielte Dieter Scherbarth zum ersten Mal im Team seiner Oberschule. Zwei Jahre später schloss er sich dem SG Motor Gohlis-Nord an. Ein weiteres Jahr später wechselte der damals Fünfzehnjährige zum SC Lokomotive Leipzig, mit dem er 1958 die DDR-Juniorenmeister gewann. Im gleichen Spieljahr spielte er als Stopper zum ersten Mal in der Oberligamannschaft des Sportclubs. Anschließend wurde er von seinem Trainer Alfred Kunze oft auf anderen Positionen eingesetzt. Schon in seinem zweiten Ligaspiel in der neuen Funktion als Mittelstürmer gegen Babelsberg gelang ihm ein Hattrick. Im 1958er-Pokalfinale gegen SC Einheit Dresden  erzielte er den Führungstreffer, der jedoch nicht zum Sieg reichte. 
Bei der der Aufteilung der besten Leipziger Fußballer auf den 1. FC Lok und die BSG Chemie Leipzig im Jahr 1963 kam Scherbarth zu Chemie. 1964 errang er mit der BSG Chemie die DDR-Meisterschaft. In der Meistersaison versäumte „Schere“, wie er von seinen Mitspielern genannt wurde, keines der 26 Punktspiele und erzielte wie sein Stürmerkollege Wolfgang Behla acht Tore. Die ersten beiden gelangen Dieter Scherbarth gleich im ersten Meisterschaftsspiel gegen die BSG Wismut Aue zum 2:0-Sieg der Leipziger. Den zweiten Doppelpack erzielte der Stürmer im Spiel gegen den Lokalrivalen SC Leipzig, dieses Spiel endete 3:0. 1966 gewann Scherbarth mit Chemie Leipzig den FDGB-Pokal.
Nach dem Abstieg der BSG Chemie aus der Oberliga in der Saison 1973/74 half der gebürtige Bad Polziner über 16 Einsätze (elf im Ligaalltag und fünf inklusive zwei Treffer in der Aufstiegsrunde) im Spieljahr 1974/75 mit, den sofortigen Wiederaufstieg zu erreichen. Anschließend spielte er noch ein Jahr in der Reserve der Chemiker. Nach über 600 Spielen, davon 327 in Oberliga und Liga, für die Leutzscher verließ der Allrounder die BSG Chemie und wurde Spielertrainer in Rackwitz.

### Nationalmannschaft
In den Jahren 1960 und 1961 absolvierte er zwei Partien in der Nachwuchsauswahl des DFV. In der 1. Jahreshälfte 1964 wurde der Chemie-Allrounder in der DDR-B-Nationalelf in einem Spiel gegen Polen eingesetzt.

### Erfolge
- 1958: Gewinn der DDR-Juniorenmeisterschaft
- 1958: Finalist FDGB-Pokal
- 1964: Gewinn der DDR-Meisterschaft
- 1966: Gewinn des FDGB-Pokals

## Weiterer Werdegang

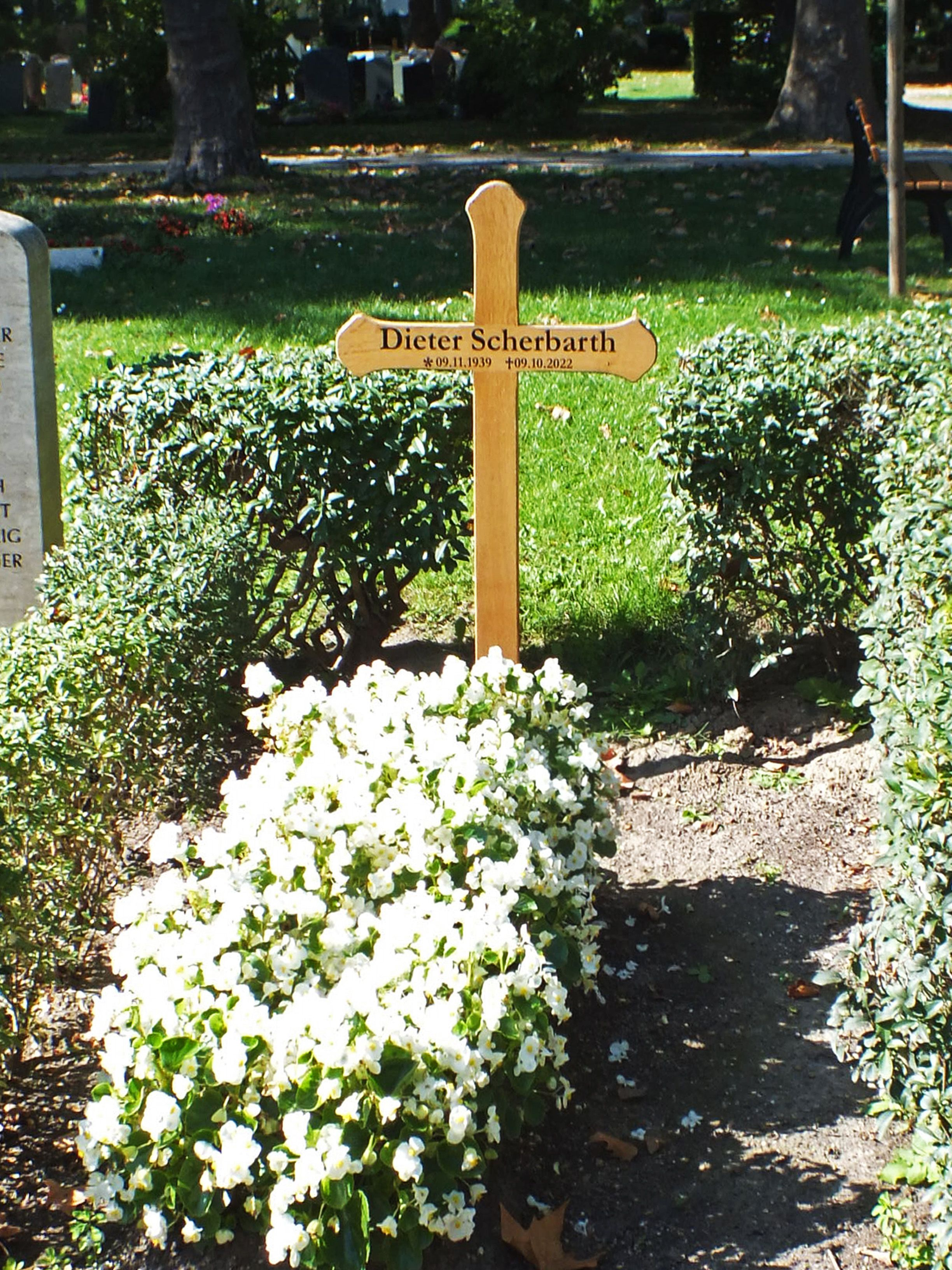
Sein Grab auf dem Friedhof Gohlis (2023)

Spätere Trainerstationen Scherbarths stellten Engelsdorf Lippendorf und TuB Leipzig dar. Seine Laufbahn im Fußball beendete er bei den Alten Herren in Markkleeberg im Süden von Leipzig. Beruflich absolvierte Scherbarth zunächst eine Lehre als Lokschlosser bei der Deutschen Reichsbahn, anschließend absolvierte er die Ingenieursschule. Von 1963 bis 1991 arbeitete er beim VEB Elguwa, bevor er bis 2004 als Außendienstmitarbeiter der Thiele GmbH eingesetzt wurde. Er verstarb am 9. Oktober 2022 und wurde auf dem Friedhof Gohlis beerdigt.

## Trivia
Die Partnerin von Dieter Scherbarth heißt Christine. Er ist Vater von zwei Töchtern.